# Okręg wyborczy Sheffield Neepsend
Okręg wyborczy Sheffield Neepsend powstał w 1950 r. i wysyłał do brytyjskiej Izby Gmin jednego deputowanego. Okręg obejmował część miasta Sheffield w południowym Yorkshire. Został zlikwidowany w 1955 r.

## Deputowani do brytyjskiej Izby Gmin z okręgu Sheffield Neepsend
- 1950–1950: Harry Morris, Partia Pracy
- 1950–1955: Frank Soskice, Partia Pracy